# Liste der Gerichtsbezirke in Galicien
Dies sind die Gerichtsbezirke in Galicien, Spanien.

## Provinz A Coruña

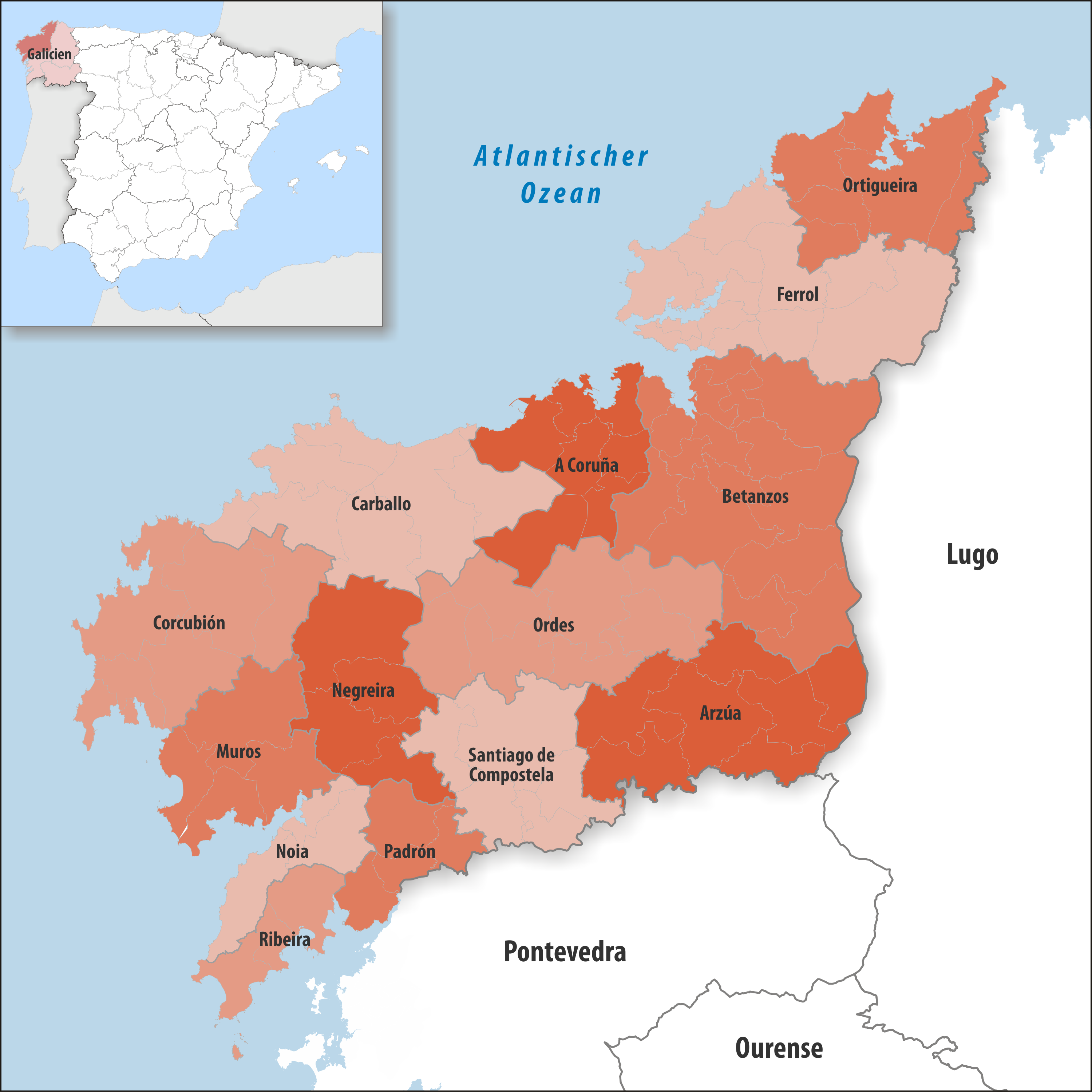
Gerichtsbezirke in der Provinz A Coruña

| Gerichtsbezirk         | Gemeinden | Einwohner (2024) | Fläche km² | Dichte Einw./km² | Hauptquartier          |
| ---------------------- | --------- | ---------------- | ---------- | ---------------- | ---------------------- |
| Arzúa                  | 7         | 25.913           | 731,93     | 35               | Arzúa                  |
| Betanzos               | 16        | 80.195           | 1.142,58   | 70               | Betanzos               |
| Carballo               | 7         | 66.544           | 743,56     | 89               | Carballo               |
| Corcubión              | 8         | 37.445           | 711,94     | 53               | Corcubión              |
| A Coruña               | 7         | 389.358          | 440,57     | 884              | A Coruña               |
| Ferrol                 | 12        | 157.170          | 827,19     | 190              | Ferrol                 |
| Muros                  | 4         | 21.752           | 430,85     | 50               | Muros                  |
| Negreira               | 4         | 27.768           | 491,72     | 56               | Negreira               |
| Noia                   | 3         | 26.255           | 225,44     | 116              | Noia                   |
| Ordes                  | 7         | 34.969           | 753,08     | 46               | Ordes                  |
| Ortigueira             | 6         | 19.084           | 526,64     | 36               | Ortigueira             |
| Padrón                 | 4         | 26.019           | 236,21     | 110              | Padrón                 |
| Ribeira                | 3         | 55.313           | 187,92     | 294              | Ribeira                |
| Santiago de Compostela | 5         | 160.535          | 505,32     | 318              | Santiago de Compostela |
| Provinz A Coruña       | 93        | 1.128.320        | 7.953,95   | 142              | A Coruña               |

## Provinz Lugo

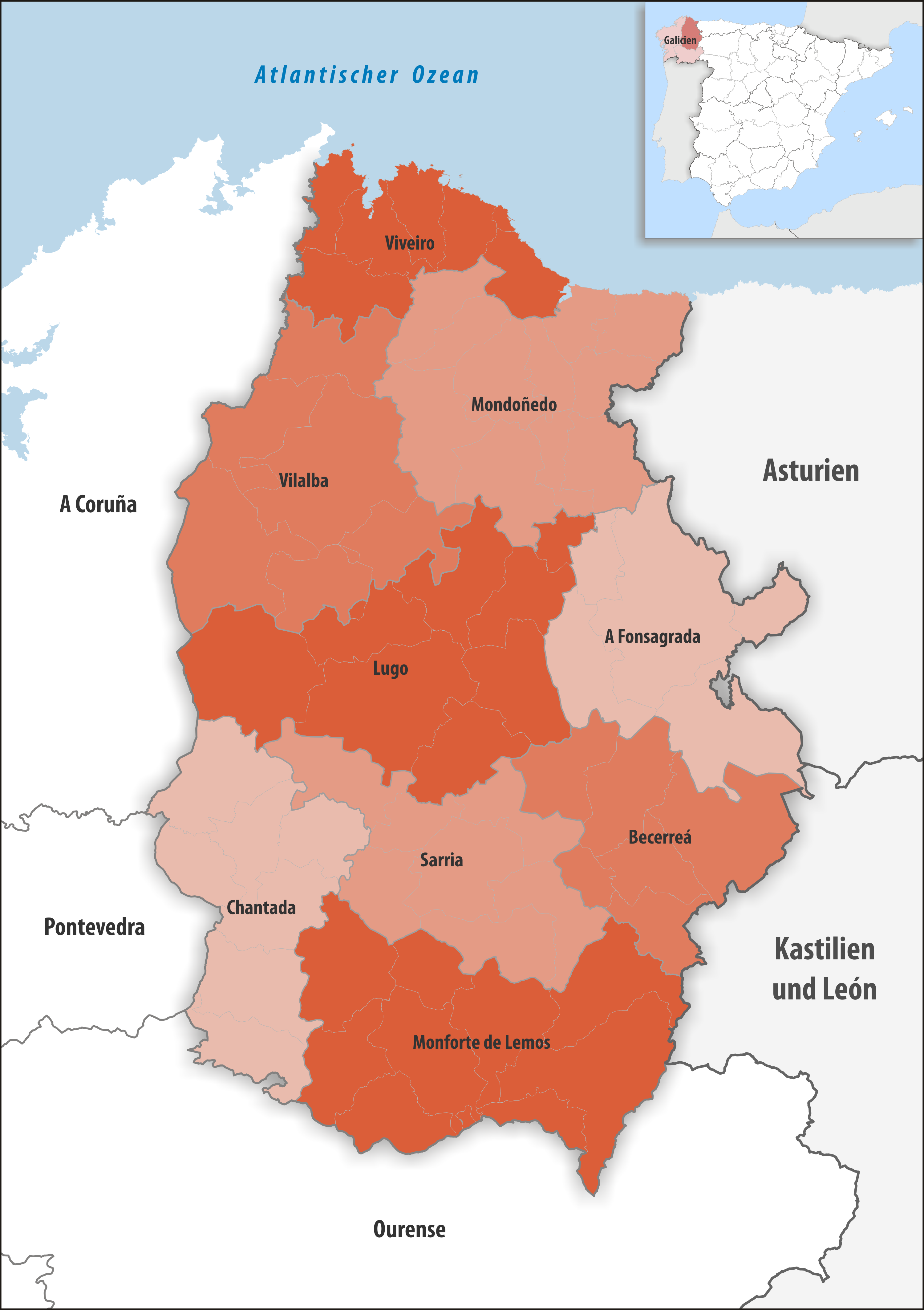
Gerichtsbezirke in der Provinz Lugo

| Gerichtsbezirk    | Gemeinden | Einwohner (2024) | Fläche km² | Dichte Einw./km² | Hauptquartier     |
| ----------------- | --------- | ---------------- | ---------- | ---------------- | ----------------- |
| Becerreá          | 6         | 8.794            | 857,27     | 10               | Becerreá          |
| Chantada          | 7         | 22.744           | 995,22     | 23               | Chantada          |
| A Fonsagrada      | 5         | 5.947            | 996,27     | 6                | A Fonsagrada      |
| Lugo              | 10        | 126.672          | 1.597,18   | 79               | Lugo              |
| Mondoñedo         | 11        | 31.277           | 1.230,41   | 25               | Mondoñedo         |
| Monforte de Lemos | 9         | 34.484           | 1.519,15   | 23               | Monforte de Lemos |
| Sarria            | 6         | 21.552           | 785,01     | 27               | Sarria            |
| Vilalba           | 6         | 28.325           | 1.275,30   | 22               | Vilalba           |
| Viveiro           | 7         | 45.047           | 602,42     | 75               | Viveiro           |
| Provinz Lugo      | 67        | 324.842          | 9.858,23   | 33               | Lugo              |

## Provinz Ourense

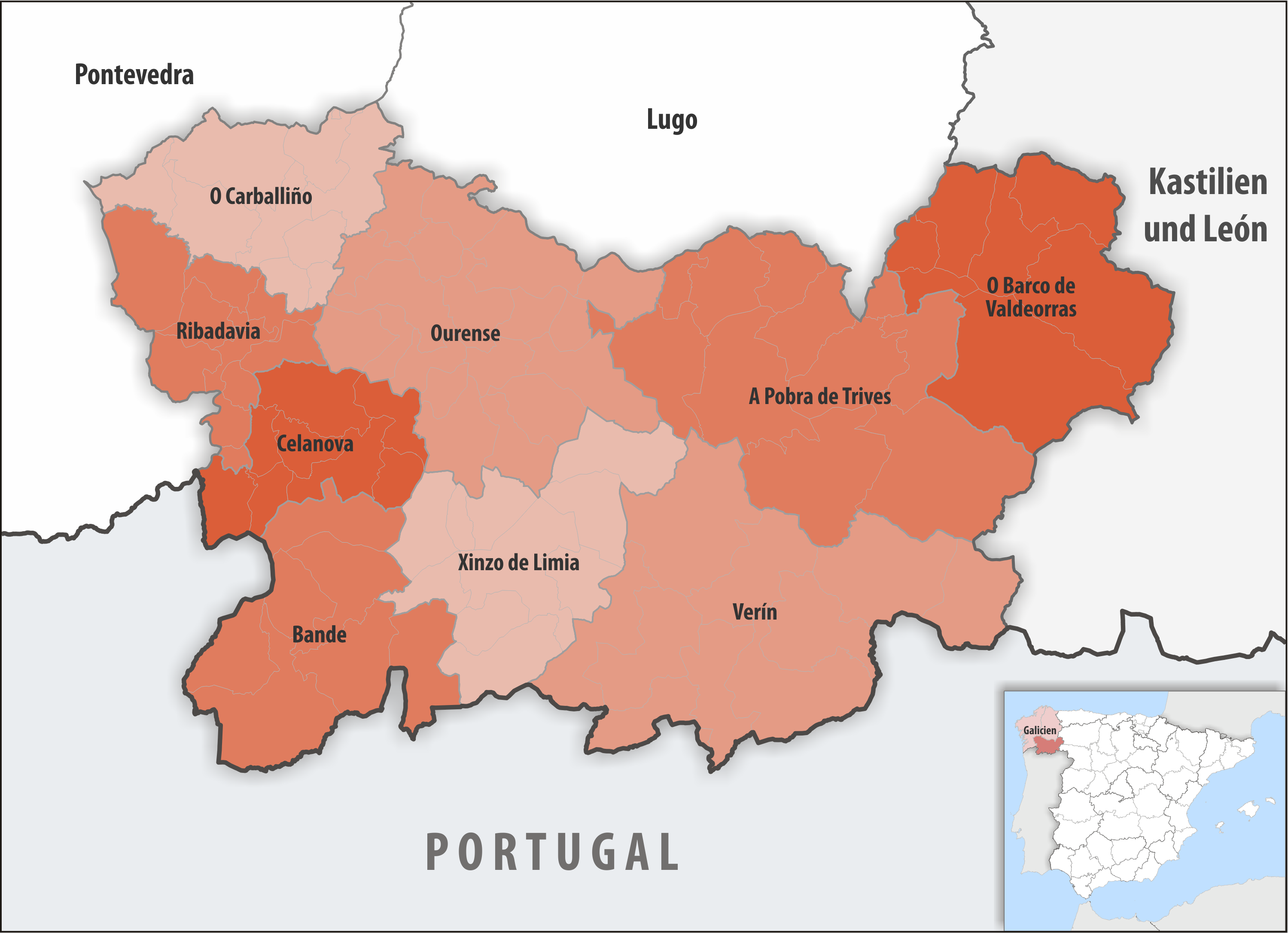
Gerichtsbezirke in der Provinz Ourense

| Gerichtsbezirk        | Gemeinden | Einwohner (2024) | Fläche km² | Dichte Einw./km² | Hauptquartier         |
| --------------------- | --------- | ---------------- | ---------- | ---------------- | --------------------- |
| Bande                 | 8         | 9.641            | 779,86     | 12               | Bande                 |
| O Barco de Valdeorras | 7         | 23.824           | 854,33     | 28               | O Barco de Valdeorras |
| Celanova              | 7         | 14.000           | 347,69     | 40               | Celanova              |
| O Carballiño          | 9         | 26.224           | 552,45     | 47               | O Carballiño          |
| Ourense               | 19        | 159.323          | 1.067,72   | 149              | Ourense               |
| A Pobra de Trives     | 11        | 10.471           | 1.268,36   | 8                | A Pobra de Trives     |
| Ribadavia             | 11        | 15.633           | 416,77     | 38               | Ribadavia             |
| Verín                 | 10        | 26.868           | 1.282,82   | 21               | Verín                 |
| Xinzo de Limia        | 10        | 18.608           | 704,76     | 26               | Xinzo de Limia        |
| Provinz Ourense       | 92        | 304.592          | 7.274,76   | 42               | Ourense               |

## Provinz Pontevedra

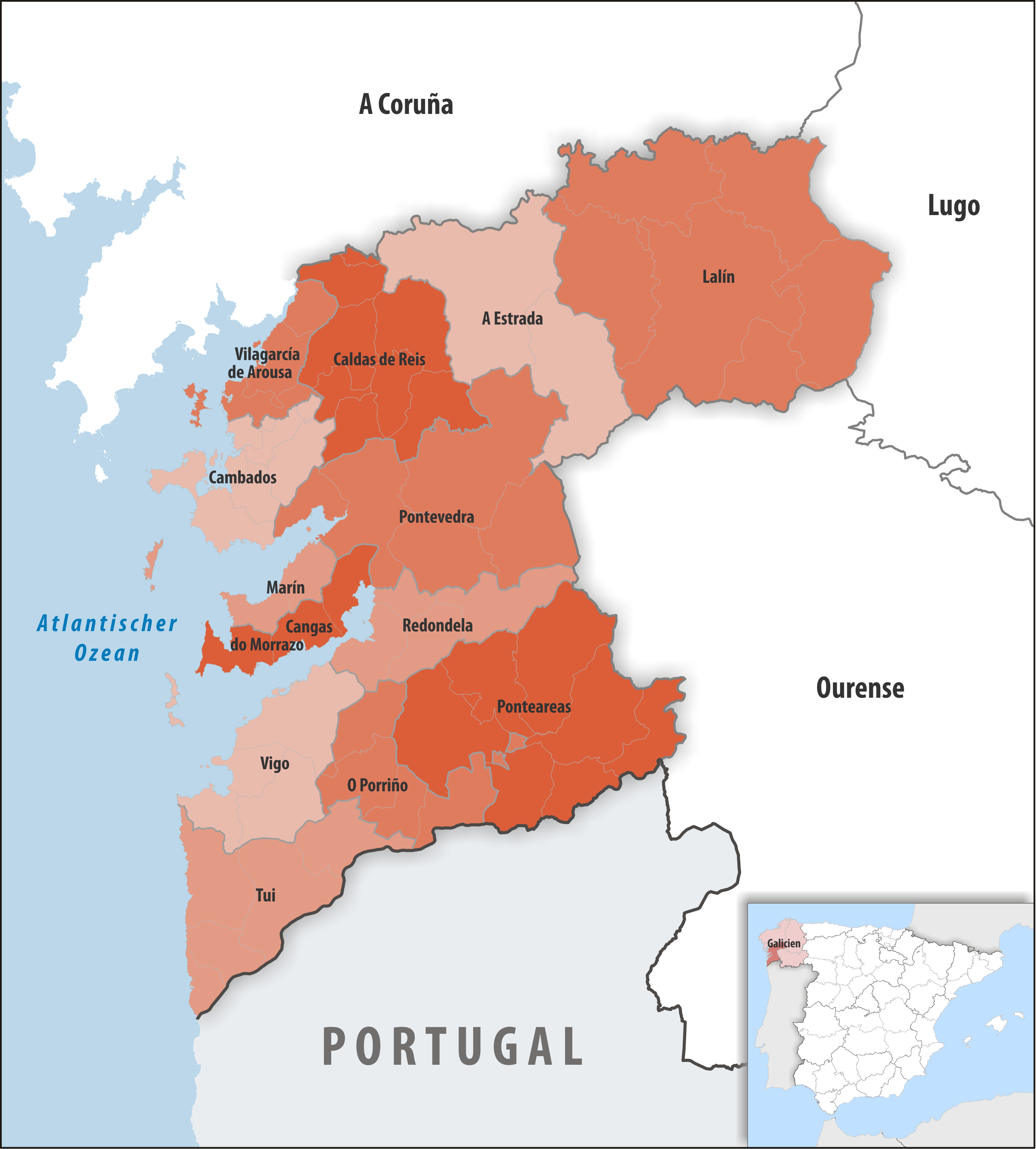
Gerichtsbezirke in der Provinz Pontevedra

| Gerichtsbezirk       | Gemeinden | Einwohner (2024) | Fläche km² | Dichte Einw./km² | Hauptquartier        |
| -------------------- | --------- | ---------------- | ---------- | ---------------- | -------------------- |
| Caldas de Reis       | 8         | 35.133           | 360,73     | 97               | Caldas de Reis       |
| Cangas do Morrazo    | 3         | 51.898           | 110,04     | 472              | Cangas do Morrazo    |
| Cambados             | 6         | 57.666           | 190,28     | 303              | Cambados             |
| A Estrada            | 2         | 23.266           | 450,40     | 52               | A Estrada            |
| Lalín                | 6         | 39.691           | 1.026,74   | 39               | Lalín                |
| Marín                | 2         | 35.991           | 67,22      | 535              | Marín                |
| Pontevedra           | 9         | 54.523           | 679,37     | 80               | Ponteareas           |
| Ponteareas           | 5         | 114.302          | 564,58     | 202              | Pontevedra           |
| O Porriño            | 3         | 45.293           | 150,38     | 301              | O Porriño            |
| Redondela            | 4         | 41.199           | 206,07     | 200              | Redondela            |
| Tui                  | 5         | 50.866           | 324,09     | 157              | Tui                  |
| Vigo                 | 4         | 339.668          | 252,81     | 1.344            | Vigo                 |
| Vilagarcía de Arousa | 4         | 56.103           | 114,24     | 491              | Vilagarcía de Arousa |
| Provinz Pontevedra   | 61        | 945.599          | 4.496,95   | 210              | Pontevedra           |